# Anderson Gonzaga
Anderson Gonzaga (Porto Feliz, 29 maart 1983) is een Braziliaans voetballer.

## Clubcarrière
Anderson Gonzaga speelde tussen 2006 en 2012 voor Portuguesa, Destroyers, Blooming, Panionios, Bolívar, Danubio, Albirex Niigata en Fagiano Okayama.

## Erelijst
Club Blooming
- Topscorer Liga de Boliviano

2008-A (16 goals)